# Lenie de Nijs
Helena Elisabeth (Lenie) Vriend-de Nijs (Hilversum, 11 april 1939 – Torroella de Montgrí, Catalonië, 22 januari 2023) was een Nederlands zwemster.

## Biografie

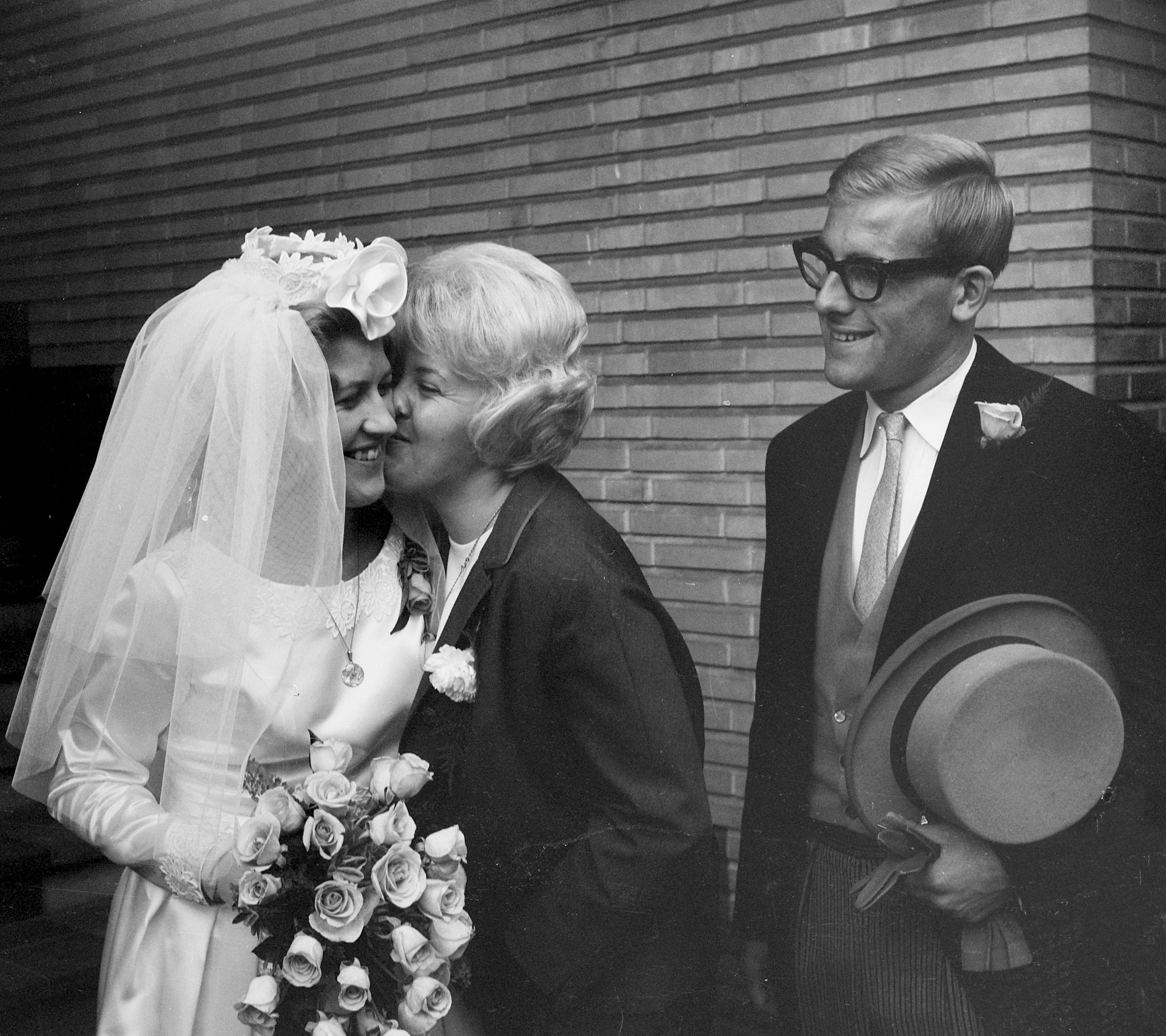
De Nijs wordt door Atie Voorbij gefeliciteerd met haar bruiloft met Harry Vriend (1963).

Als kind had De Nijs chronische astma en bronchitis, waarna de dokter haar adviseerde een sport te zoeken om haar gezondheid te verbeteren. Zij begon daarop, evenals haar drie jaar jongere zus Judith, met zwemmen en werd lid van HZC De Robben. Onder leiding van zwemcoach Jan Stender behaalde Lenie topprestaties.
In 1954 won ze, met brons op de 1500 meter vrije slag, haar eerste medaille op het NK. Ze brak een jaar later drie wereldrecords op de vrije slag (1500 meter, 880 yards en 1760 yards). Vervolgens schakelde ze over op de rugslag, waarna ze drie titels won op de 100 meter (1956-1958) en wereldrecords zette op de 200 meter rugslag (1957) en de 4x100 meter wisselslagestafette (1956 en 1958). Het recentste record bemachtigde ze toen ze met Ada den Haan, Cocky Gastelaars en Atie Voorbij de Europese titel won op het EK in Boedapest. Ze kwalificeerde zich in 1956 voor de Olympische Zomerspelen in Melbourne, maar kon niet deelnemen vanwege de Nederlandse boycot.
De Nijs huwde in 1963 met waterpoloër Harry Vriend en kreeg in 1964 een dochter. Ze overleed op 22 januari 2023 op 83-jarige leeftijd.

## Erelijst
- Europees kampioen: 1958 (4x100 m wisselslag).
- Nederlands kampioen: 1955, 1956, 1957, 1958.